# Magaria (département)
Magaria est un département du sud du Niger, situé dans la région de Zinder.

## Géographie

### Administration
Magaria est un département de 8 434 km² de la région de Zinder.

Son chef-lieu est Magaria.
Son territoire se décompose en:
- Communes urbaines : Magaria.
- Communes rurales : Bandé, Dantchiao, Dogo-Dogo, Dungass, Gouchi, Kwaya, Malawa, Sassoumbroum, Wacha, Yékoua.

### Situation
Le département de Magaria est entouré par :
- au nord : les départements de Matamèye et Mirriah,
- à l'est : le département de Gouré,
- au sud : le Nigéria.

## Population
La population est estimée à 696 717 habitants en 2011.

## Économie
Les activités économique du département de Magaria sont l'agriculture, l'élevage et le commerce.